# HMS Woolwich (1675)
La HMS Woolwich era un vascello di quarta classe da 54 cannoni costruita nei Woolwich Dockyard nel 1675. Fu così denominata in onore della base navale di Woolwich.

## Storia
Nel 1690 fu posta al comando del capitano James Gother.
Nel 1695, dopo un mese passato al comando della HMS Mary il capitano Charles Wager fu riassegnato al comando della HMS Woolwich e nel marzo 1696 destinato al controllo di Dunkerque in previsione di una temuta invasione. 
Nel 1702 la HMS Woolwich subì una prima ricostruzione.
Nel 1705, quando Thomas Ekines era al comando, la Woolwich fu coinvolta nella requisizione di una nave olandese che Ekines accusava di commerciare con i paesi nemici dell'Inghilterra nella guerra di successione spagnola. Anche se il diritto di Ekines di sequestrare la nave fu confermato, la confisca del carico per suo guadagno personale causò gravi problemi alla sua carriera navale.
Il 10 giugno 1736 ne fu ordinata la demolizione a Deptford Dockyard e la ricostruzione da parte Richard Stacey sulle linee di una quarta classe da 50 cannoni, secondo le proposte del 1733 delle disposizioni del 1719. Fu varata il 6 aprile 1741.
La HMS Woolwich fu definitivamente demolita a Chatham Dockyard nel 1747.